# 豊田麻衣
豊田 麻衣（とよた まい、1983年7月8日 - ）は、日本のフリーアナウンサー・ローカルタレント・リポーター・モデル。富山県富山市出身で、同県を中心に活動している。夫は映画監督の坂本欣弘。

## 来歴・人物
高校では外国語を学び、英語および韓国語を特技とする。部活動は小学校、中学校、高校と吹奏楽部だった。卒業後は、ブライダルコーディネーターの勉強をしていた。
海外旅行の費用を貯めようと、アルバイトでモデルを始めたのをきっかけにしてローカルタレントとなり、富山テレビの番組で天気予報コーナーやリポーターなどを担当するようになった。
2009年（平成21年）、J2初年度のカターレ富山の試合中継を富山テレビが制作することになったため、ピッチリポーターを務めることになった。リポートの様子はスカパー!Jリーグ中継で放送されたが、その模様が動画投稿サイトのYouTubeにアップロードされて人気となり、2008年（平成20年）に「美人すぎる市議」として有名になった八戸市議会議員（当時）の藤川優里にならって『美人すぎるリポーター』と呼ばれるようになった。
2012年（平成24年）4月1日にそれまで所属していた事務所「ビプロ」を離れ、所属フリーになったとビプロのWEBサイト上にて発表された。
富山市内に写真スタジオを併設したカフェ「スタジオコトリ」を夫の坂本と共同でプロデュースし2018年（平成30年）にオープン。豊田は同店のオーナーとして経営している。

## 現在の出演番組

### テレビ
- Cue!スタジオ（ケーブルテレビ富山）… MC
- ぐるっとなみ野 これだけ生放送（となみ衛星通信テレビ）

## 過去の出演番組

### テレビ
- Youドキッ!たいむ（富山テレビ） … お天気コーナー担当、各種リポーター[6]
- BBTスーパーニュース チャンネル8（富山テレビ） … お天気キャスター
- Jリーグ中継（スカパー!） … カターレ富山担当ピッチリポーター[7]
- 北信越行楽マップ2010 ～ココで決まり! 夏、トキメキの旅～（石川テレビ、富山テレビ、長野放送、新潟総合テレビ。2010年7月18日） … リポーター[8]
- アグレッシブですけど、何か?（広島ホームテレビ制作12局ネット。2010年11月～12月） … 「第4回 ローカルMCサミットin広島 ～地方タレントの未来を語ろう～」（前編・中編・後編）に出演[9][10][11]
- 元気とやま みんなのクイズ（富山テレビ）… 司会
- とことん富山deライフ（ケーブルテレビ富山）… メインMC

など

### CM
- 富山県民共済
- ケロリン（内外薬品）
- 富山ＯＡスクール
- スズキ自販富山（ソリオ）

など